# James Marsh (regista)
James Marsh (Truro, 30 aprile 1963) è un regista, sceneggiatore, produttore televisivo e produttore cinematografico britannico.

## Biografia
Nato in Cornovaglia, con gli anni Marsh si è costruito una solida fama come regista di documentari e lungometraggi per il cinema. Tra i documentari da lui realizzati vi sono The Burger & the King: The Life & Cuisine of Elvis Presley (1996) e The Team (2005). 
Il suo primo lungometraggio per il cinema è stato Wisconsin Death Trip (1999) basato sul volume di Michael Lesy; nel 2005 Marsh ha curato la regia di The King con Gael García Bernal e William Hurt. Nel 2008 ha diretto il film-documentario Man on Wire - Un uomo tra le Torri sull'impresa del funambolo Philippe Petit che nel 1974 camminò in equilibrio su un cavo teso tra le Torri Gemelle di New York. Man on Wire si è aggiudicato numerosi premi tra cui un Oscar al miglior documentario. Nel 2009 Marsh ha diretto Red Riding 1980, secondo film tratto dalla tetralogia letteraria Red Riding Quartet di David Peace. 
Nel 2010 ha diretto Project Nim, un documentario su uno studio condotto negli anni settanta da ricercatori della Columbia University sulla possibilità di acquisizione del linguaggio umano da parte di animali oggetto dello studio: uno scimpanzé, battezzato Nim Chimpsky venne sottratto alla propria madre e affidato a degli esseri umani; l'esperimento si risolse in un drammatico fallimento.

## Filmografia

### Regista

#### Cinema
- Wisconsin Death Trip – documentario (1999)
- The Team – documentario (2005)
- The King (2005)
- Man on Wire - Un uomo tra le Torri (Man on Wire) – documentario (2008)
- Project Nim – documentario (2011)
- Doppio gioco (Shadow Dancer) (2012)
- La teoria del tutto (The Theory of Everything) (2014)
- Il mistero di Donald C. (The Mercy) (2018)
- King of Thieves (2018)
- Prima danza, poi pensa. Alla ricerca di Beckett (2023)

#### Televisione
- The Animator of Prague – film TV (1990)
- The Burger & the King: The Life & Cuisine of Elvis Presley – film TV (1996)
- John Cale – film TV (1998)
- Red Riding: 1980 – film TV (2009)
- The Night Of – miniserie TV (2016)

### Sceneggiatore
- Wisconsin Death Trip, regia di James Marsh (1999)
- The King, regia di James Marsh (2005)